# Ко Яо
Ко Яо (тайск. เกาะยาว) — архипелаг в заливе Пхангнга Андаманского моря.
Расположен архипелаг восточнее Пхукета. Включает в себе два населённых острова — Яо-Яй и Яо-Ной, а также несколько мелких островков.
Административно является ампхе провинции Пхангнга. Население — около 18 тыс. человек, около 90 % из них мусульмане.
Северная часть архипелага входит в территорию национального парка Ао-Пхангнга.

## Галерея

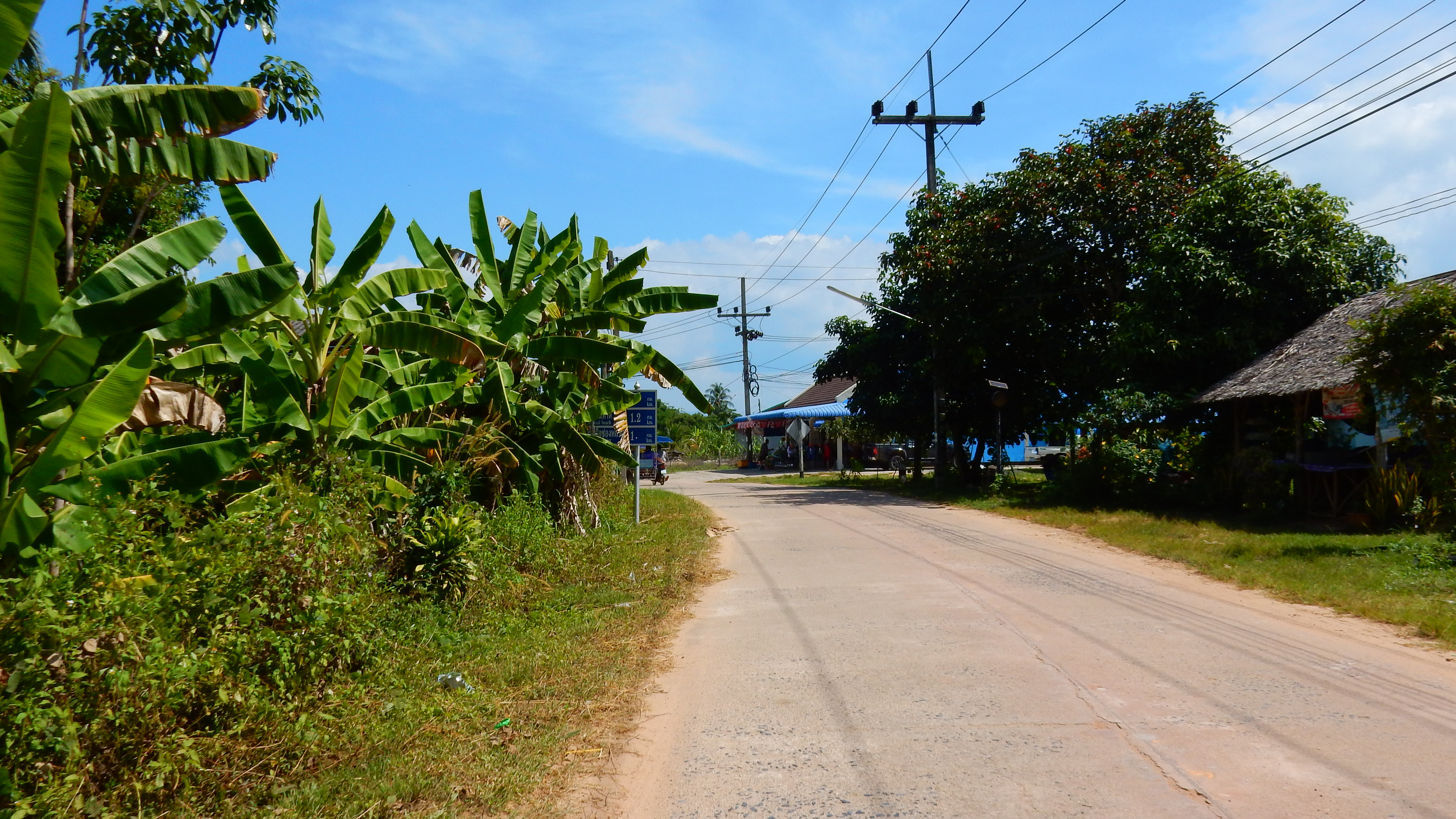
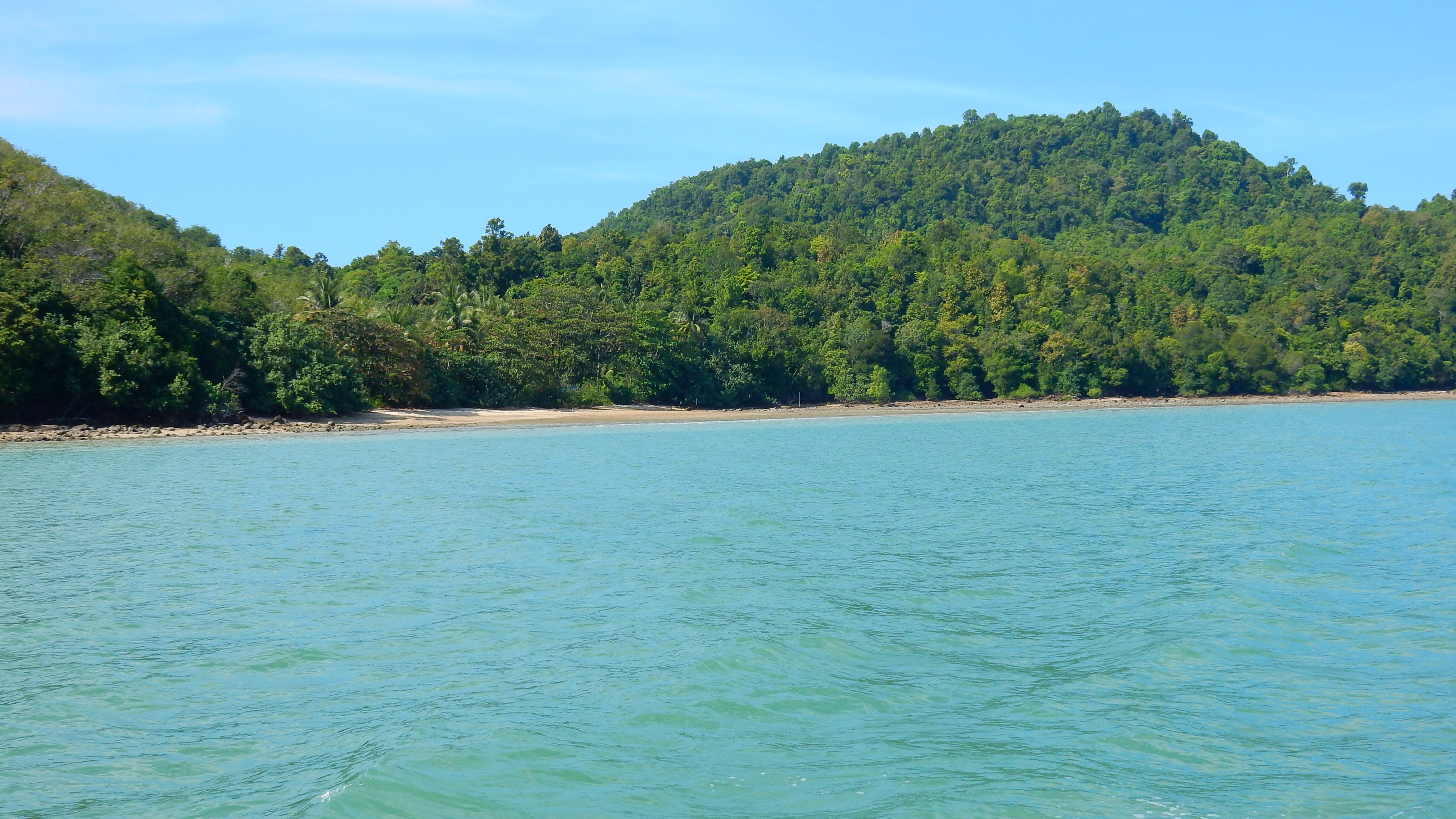
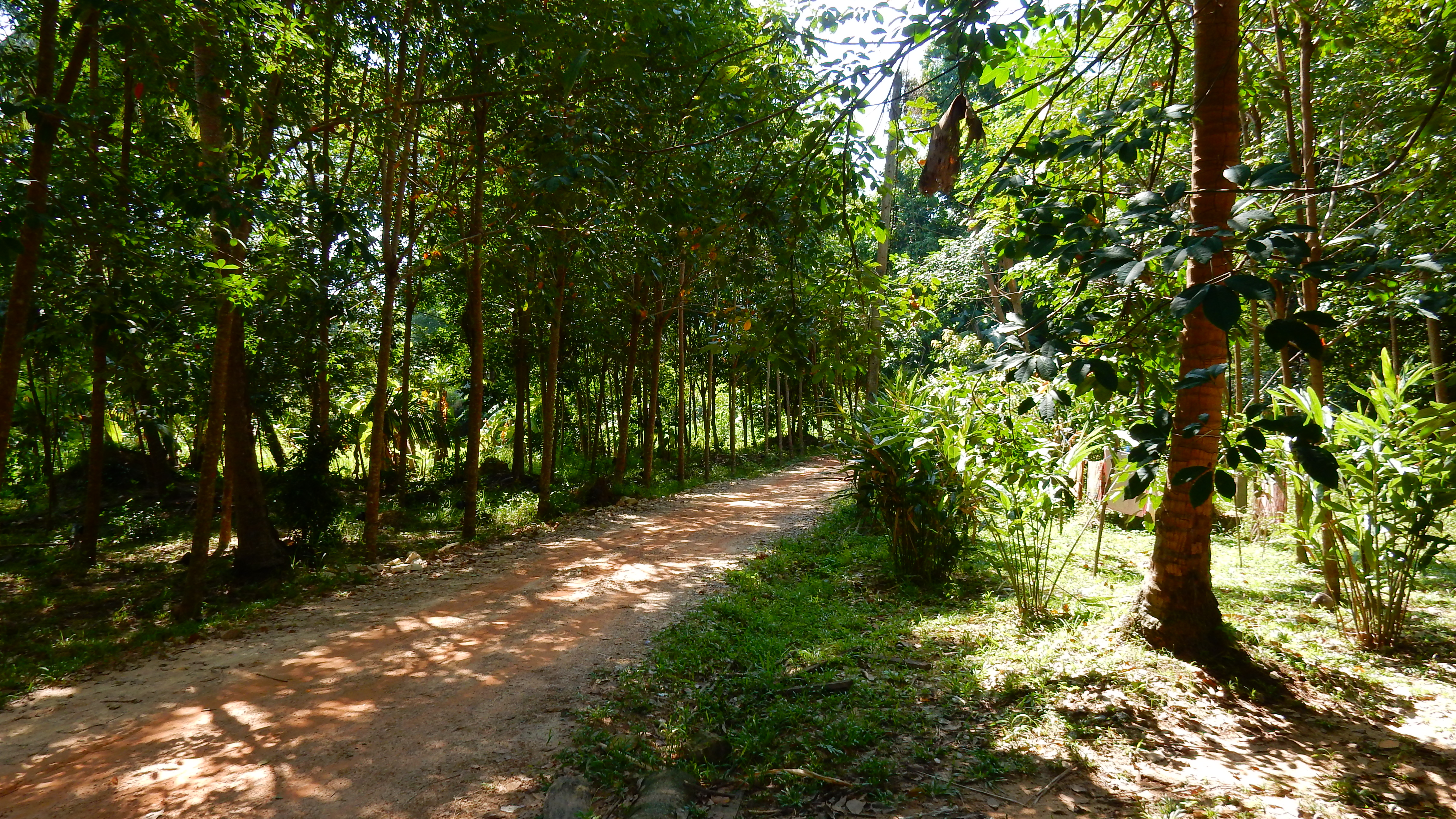
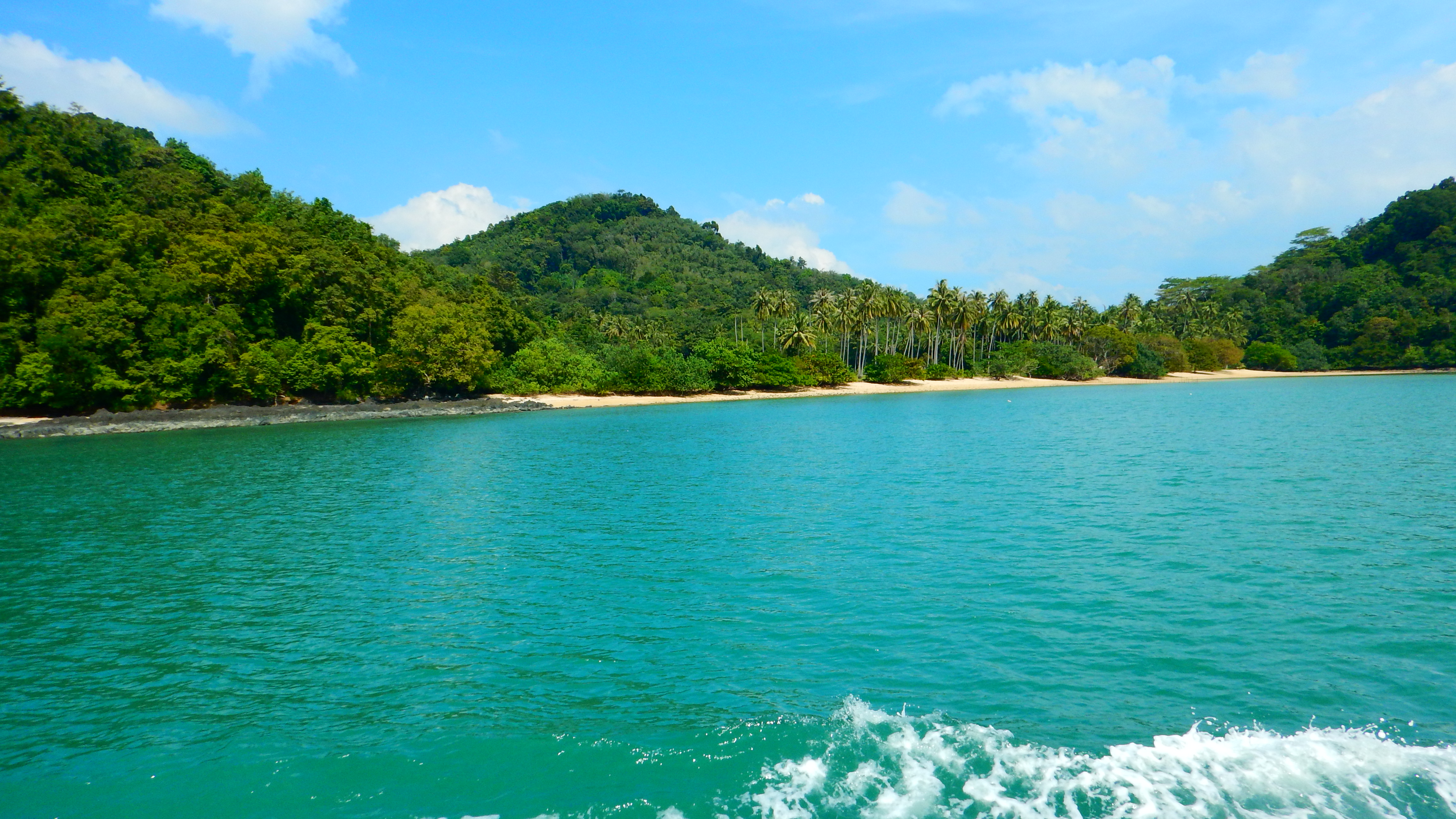